# Spanish Town
Spanish Town je glavno in največje mesto v okraju Saint Catherine v zgodovinskem okrožju Middlesex, Jamajka. Od leta 1534 do 1872 je bilo špansko in angleško glavno mesto Jamajke. V mestu je mnogo spomenikov, narodnih arhivov in ena od najstarejših anglikanskih cerkva zunaj Anglije (druge so še v Virginiji, Marylandu in na Bermudih).

## Zgodovina
Špansko naselbino Villa de la Vega je leta 1534 ustanovil guverner Francisco de Garay kot glavno mesto španske kolonije. Kolumb je prvič zagledal jamajške višave 40 let prej, 24. maja 1494. Naselbino so kasneje imenovali tudi Santiago de la Vega ali St. Jago de la Vega. Staroselsko ljudstvo Taino je na tem območju živelo približno tisočletje pred tem, to pa je bilo prvo evropsko naselje na južni strani otoka.
Ko so Angleži osvojili Jamajko leta 1655, so naselbino preimenovali v Spanish Town (angleško Špansko mesto). Ker je bilo med obleganjem hudo poškodovano, je več upravnih nalog prevzel Port Royal in bil neuradna prestolnica v času začetka angleške nadvlade. Leta 1692 je potres uničil Port Royal, tako da so Spanish Town obnovili in je spet deloval kot glavno mesto vse do leta 1872, ko so sedež kolonije prestavili v  Kingston.
Kingston so ustanovili po potresu leta 1692. Leta  1755 je resno rivalstvo med lobisti povzročilo povečane špekulacije o nadaljnji primernosti Spanish Towna kot glavnega mesta. Leta 1836 je guverner in general sir Lionel Smith navedel, »da je bilo glavno mesto v ruševinah, brez trgovskih, proizvodnih in poljedelskih zmožnosti.« Da bi bile razmere še slabše, je po uporu v Morant Bayu, vzhodnejšemu mestu južne Jamajke leta 1865, angleški guverner sir John Peter Grant leta 1872 ukazal prestavitev glavnega mesta v Kingston. Kot večje pristanišče so ga imeli za naravno prestolnico otoka. Ko so sedež vlade prestavili, je Spanish Town izgubil veliko svoje ekonomske in kulturne vitalnosti.
1. ↑  World Gazetteer. Arhivirano 4. junij 2011 na Wayback Machine.
2. ↑   Hakewill (1825).
3. ↑   Hakewill (2019).